# Isgaard
Isgaard (ur. jako Isgaard Marke w 1972 w Husum) – niemiecka piosenkarka i kompozytorka, najbardziej znana z przebojów „Dream of You” oraz „Ein schöner Tag”, wykonanych w 2001 roku z zespołem Schiller. 

## Życiorys

### Początki
Isgaard Marke urodziła się w 1972 roku w Husum. Otrzymała imię islandzkie, które znaczy „lodowy ogród”. Chodziła do szkoły w Niebüll, a dorastała w Langenhorn. W dzieciństwie dużo czasu poświęcała słuchaniu muzyki. Kiedy po raz pierwszy usłyszała w radiu Kate Bush (której głos nauczyła się naśladować), postanowiła zostać piosenkarką. W wieku 13 lub 14 lat zaczęła występować w niewielkim chórze, prowadzonym przez wiejskiego organistę w Langenhorn. Był to w tym czasie dla niej jedyny sposób żeby pokazać się publicznie. Tuż po ukończeniu szkoły średniej przeniosła się do Monachium. Pracowała tam jako typograf, założyła agencję reklamową, śpiewała też w zespole rockowym swojego ówczesnego przyjaciela, po czym przeniosła się do Hamburga, aby studiować śpiew operowy, choć nie miała zamiaru występować na scenie operowej. Studiowała w SängerAkademie Hamburg. Jej głos obejmuje trzy oktawy. 

### Kariera muzyczna
Po ukończeniu studiów wokalnych w 2001 roku po raz pierwszy pojawiła się publicznie. Christopher von Deylen zaangażował ją do swojego projektu Schiller. Isgaard zaśpiewała razem z nim przeboje „Dream of You” oraz „Ein schöner Tag”, które znalazły się na wielokrotnie nagradzanym albumie Weltreise. W 2003 roku wzięła udział w niemieckich eliminacjach wstępnych do Konkursu Piosenki Eurowizji zajmując siódme miejsce z własną piosenką „Golden Key”. Występowała w telewizji. Uczestniczyła w trasie koncertowej jako wsparcie projektu Gregorian. Nawiązała współpracę z producentem i kompozytorem, Jensem Lückiem.
W 2003 roku wydała w wytwórni Edel Records swój debiutancki album Golden Key, który ukazał się w czternastu krajach. Pomimo międzynarodowego sukcesu Isgaard zerwała kontrakt z wytwórnią Edel. Wkrótce potem znalazła nową wytwórnię, Flat Earth Music /Art of Music. Pod jej szyldem wydała swój drugi album, Secret Garden. Następnie wraz z piosenkarzem Galileo wyruszyła w trasę po Niemczech. W 2005 roku nagrała singiel charytatywny „One World”, z którego dochody zostały przekazane na rzecz ofiar tsunami w Azji Południowo-Wschodniej.
W 2008 roku pod szyldem wytwórni Flat Earth Music/Rough Trade wydała swój trzeci album, Wooden Houses, będący połączeniem muzyki klasycznej i popu. Za stronę muzyczną i produkcję odpowiadał Jens Lück. Kilka piosenek z tego albumu znalazło się w filmie przyrodniczym Stefana Erdmanna Island 63° 66° N. W 2009 roku wraz z wokalistkami Mają i Christiną założyła w Hamburgu trio wokalne La Tiara, które postawiło sobie za cel wykonywanie muzyki o „jakości muzyki klasycznej i lekkości popu” (według słów samej Isgaard). Trio zadebiutowało na rynku fonograficznym w 2012 roku albumem Wir von Morgen.
W październiku 2011 roku Isgaard rozpoczęła nagrywanie kolejnego albumu, Playing God. Wcześniej pracowała intensywnie nad innymi projektami: albumem Stranger, zrealizowanym z zespołem Rainbow Serpent, The Trip z zespołem Curfew oraz nad ścieżką dźwiękową do następcy Island 63° 66° N, Iceland From Above Stefana Erdmanna. Playing God ukazał się 16 marca 2912 roku. Otwierający go, utrzymany w skandynawskim klimacie utwór „Northern Lights” przechodzi w potężnie brzmiący utwór tytułowy, „Playing God”. Kolejne piosenki, utrzymane w delikatnym nastroju, opatrzone zostały sentymentalnymi refleksyjnymi tekstami. Stylistycznie Isgaard i producent Jens Lück pozostali wierni mieszance muzyki awangardowej, klasycznej i world music.
W 2014 roku ukazał się piąty album studyjny Isgaard, zatytułowany Naked. Podobnie jak poprzednie powstał przy współudziale Jensa Lücka i zaproszonych gości. Utrzymany jest w klimacie muzyki ambient, pop i world.
W listopadzie 2016 roku wydany został kolejny album Isgaard, Whiteout. Jens Lück nie tylko wyprodukował go, ale także zagrał na perkusji oraz instrumentach klawiszowych a także zaśpiewał w chórkach. „Na płycie znajduje się 13 utworów, a każdy jest wyjątkowy” – stwierdził Lück w wywiadzie dla Hamburger Abendblatt. Głównym tematem albumu jest treść trzyczęściowego utworu tytułowego „Whiteout”. Lück: „Młoda kobieta zaczyna czytać książkę, w której najwyraźniej opisano jej życie”.
11 października 2019 roku ma się ukazać nowy album Isgaard, zatytułowany Human.

### Działalność pedagogiczna
Isgaard prowadzi kursy śpiewu dla dzieci i dla dorosłych w szkole muzycznej Bergert & Heimann Private Musikschule w Stade.

## Dyskografia

### Albumy studyjne
- 2003 – Golden Key
- 2004 – Secret Gaarden
- 2008 – Wooden Houses
- 2012 – Playing God
- 2014 – Naked
- 2016 – Whiteout
- 2019 – Human

### Albumy studyjne nagrane z innymi artystami
- 2010 – Stranger (z Rainbow Serpent)[14]
- 2011 – The Trip (z Curfew)[15]

### Single
Isgaard nagrała 5 singli, w tym 2 we współpracy z innymi artystami:
- 2003 – „Earth Song”
- 2003 – „Golden Key”
- 2004 – „One World” (z Kind Of Blue & David Serami)
- 2008 – „Wooden Houses”
- 2011 – „Leave & Love” (z Rainbow Serpent)